# اپسیلون شیر
اپسیلون شیر یک ستاره است که در صورت فلکی شیر قرار دارد.